# Wełykyj Bobryk
Wełykyj Bobryk (ukr. Великий Бобрик) – wieś na Ukrainie, w obwodzie sumskim, w rejonie krasnopolskim, siedziba administracyjna rady wiejskiej. Liczy 815 mieszkańców.

## Geografia
Miejscowość położona na prawym brzegu rzeki Bobryk, 25 km na zachód od Krasnopola. Na wschód od wsi leży Dumiwka, na południowym wschodzie Małyj Bobryk, na południu Jusupiwka, Nabereżne i Hrebenykiwka, na zachodzie Kamjane i Nyżnia Syrowatka, na północy Werchnia Syrowatka i Stinka. Od wschodu do Wełykiego Bobryka przylega kompleks leśny (dębina).

## Historia
Na terenie miejscowości odkryto ślady osadnictwa datowane na VII wiek n.e. i wiązane ze słowiańskim plemieniem Siewierzan. Współczesna wieś została założona w 1676 roku na terenie Ukrainy Słobodzkiej. Według niektórych źródeł Wełykyj Bobryk założył w 1660 roku kozacki setnik pułku sumskiego, Grigorij Wdowiczenko. W 1787 roku za zasługi w wojnie z Turcją tutejsze ziemie otrzymał od carycy Katarzyny II generał Nikołaj Rachmanow i jego potomkowie. W 1808 roku wzniesiono tu klasycystyczną cerkiew Wniebowstąpienia Pańskiego (obecnie należącą do eparchii sumskiej UKP PM). Część źródeł jako datę zakończenia budowy murowanej cerkwi podaje rok 1851. W drugiej połowie XIX wieku miejscowość znajdowała się w powiecie sumskim guberni charkowskiej. Odbywały się tu cztery jarmarki, istniała fabryka przędzy bawełnianej i cukrownia. W XX wieku mieszkańcy Wełykiego Bobryka ucierpieli w okresie wielkiego głodu i II wojny światowej.